# Rendra Wijaya
Rendra Wijaya (* 1. November 1984 in Cirebon) ist ein indonesischer Badmintonspieler. Seine Geschwister Indra Wijaya, Candra Wijaya und Sandrawati Wijaya sind ebenfalls erfolgreiche Badmintonspieler.

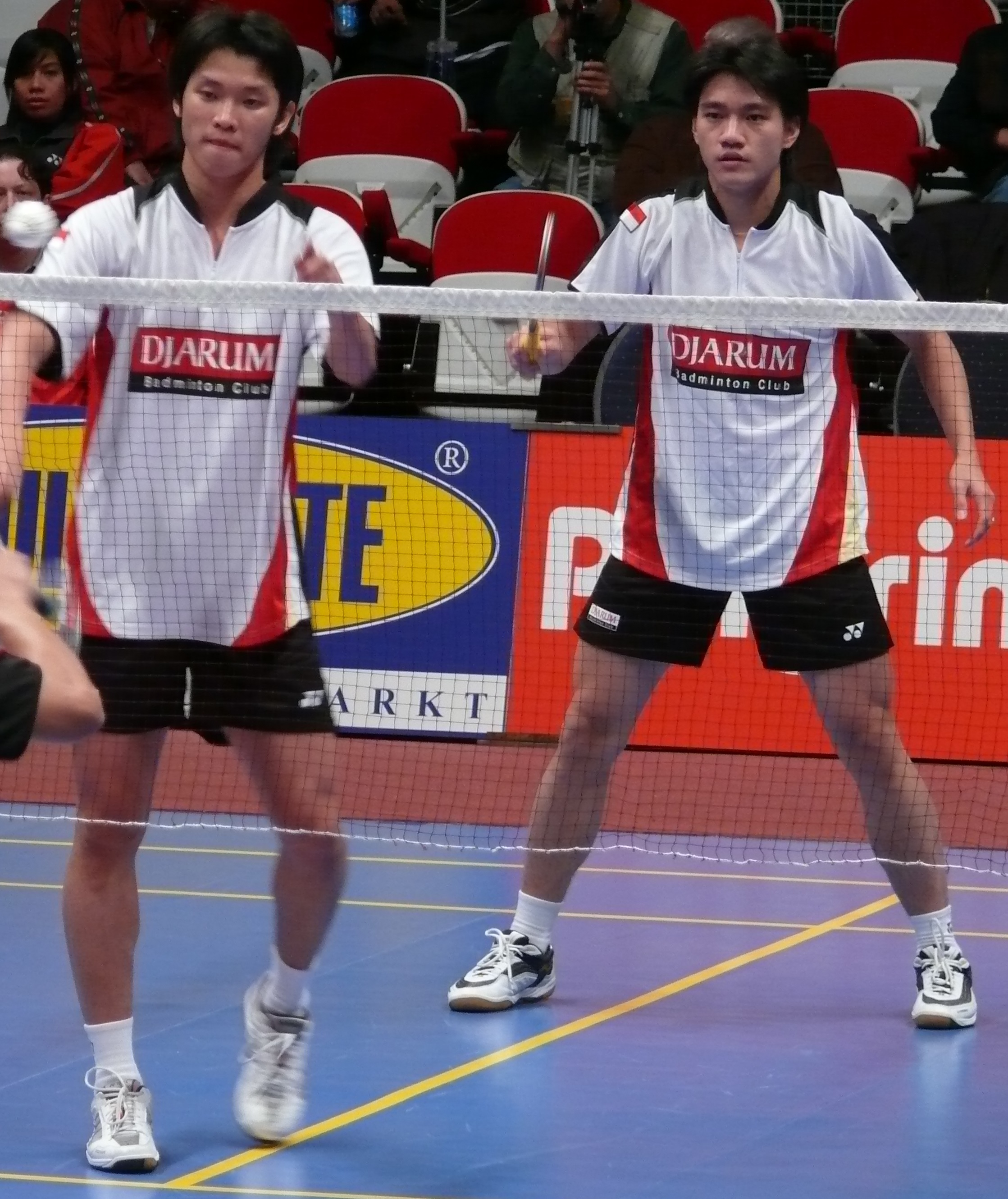
Fran Kurniawan and Rendra Wijaya

## Sportliche Karriere
Rendra Wijaya gewann 2008 zwei Titel bei den Spanish International und siegte auch bei den Dutch Open, den Austrian International und den Finnish International. Bei den Bitburger Open des gleichen Jahres stand er zweimal im Halbfinale.

## Sportliche Erfolge
| Veranstaltung | Saison                 | Disziplin    | Platz | Name                             |
| ------------- | ---------------------- | ------------ | ----- | -------------------------------- |
| 2008          | Spanish International  | Mixed        | 1     | Rendra Wijaya / Meiliana Jauhari |
| 2008          | Spanish International  | Herrendoppel | 1     | Fran Kurniawan / Rendra Wijaya   |
| 2008          | Finnish International  | Herrendoppel | 1     | Fran Kurniawan / Rendra Wijaya   |
| 2008          | Austrian International | Herrendoppel | 1     | Fran Kurniawan / Rendra Wijaya   |
| 2008          | Dutch Open             | Herrendoppel | 1     | Fran Kurniawan / Rendra Wijaya   |
| 2008          | Bitburger Open         | Mixed        | 3     | Rendra Wijaya / Meiliana Jauhari |
| 2008          | Bitburger Open         | Herrendoppel | 3     | Fran Kurniawan / Rendra Wijaya   |